# Тамбовская улица (Санкт-Петербург)

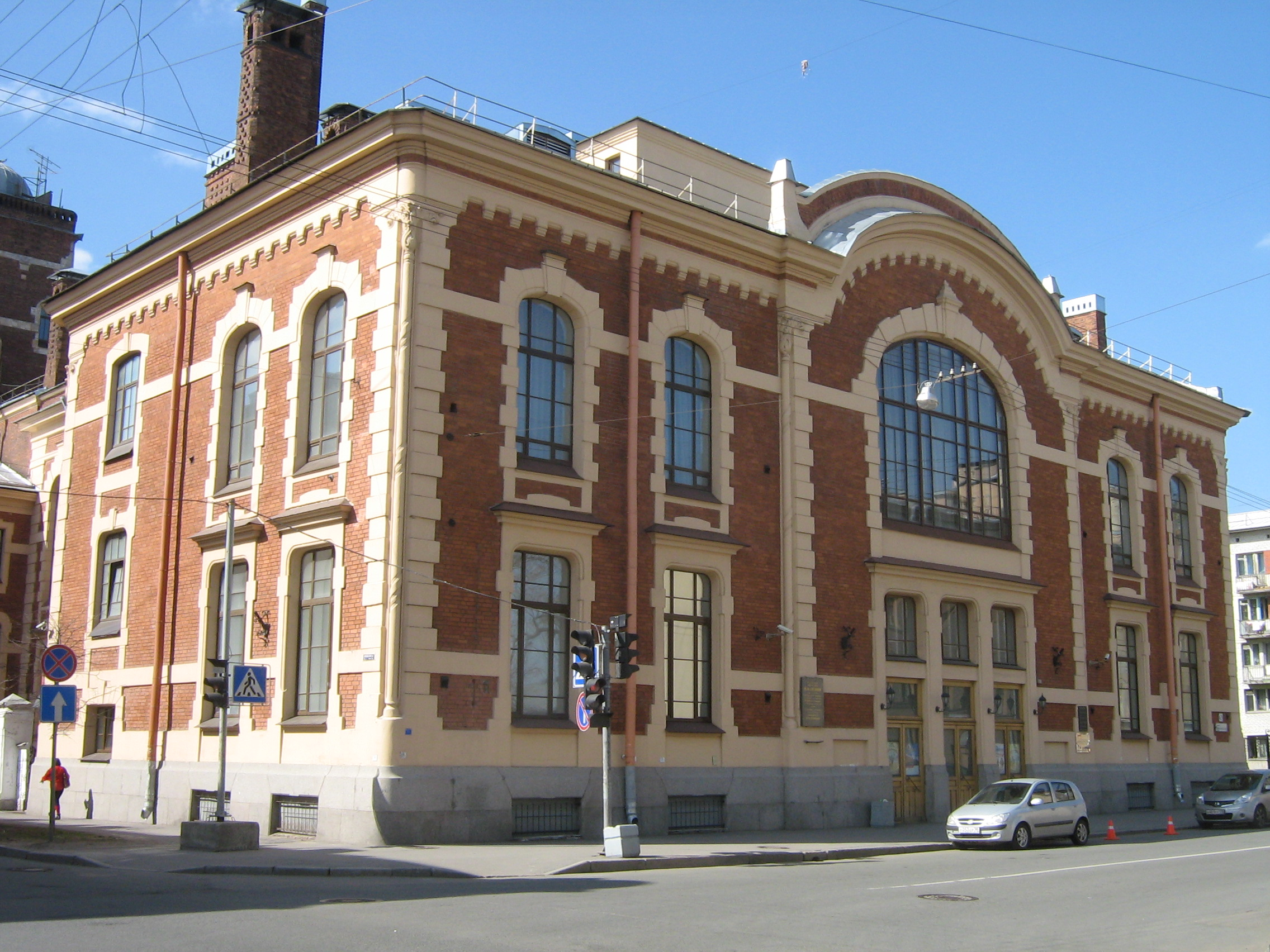
Дом культуры железнодорожников

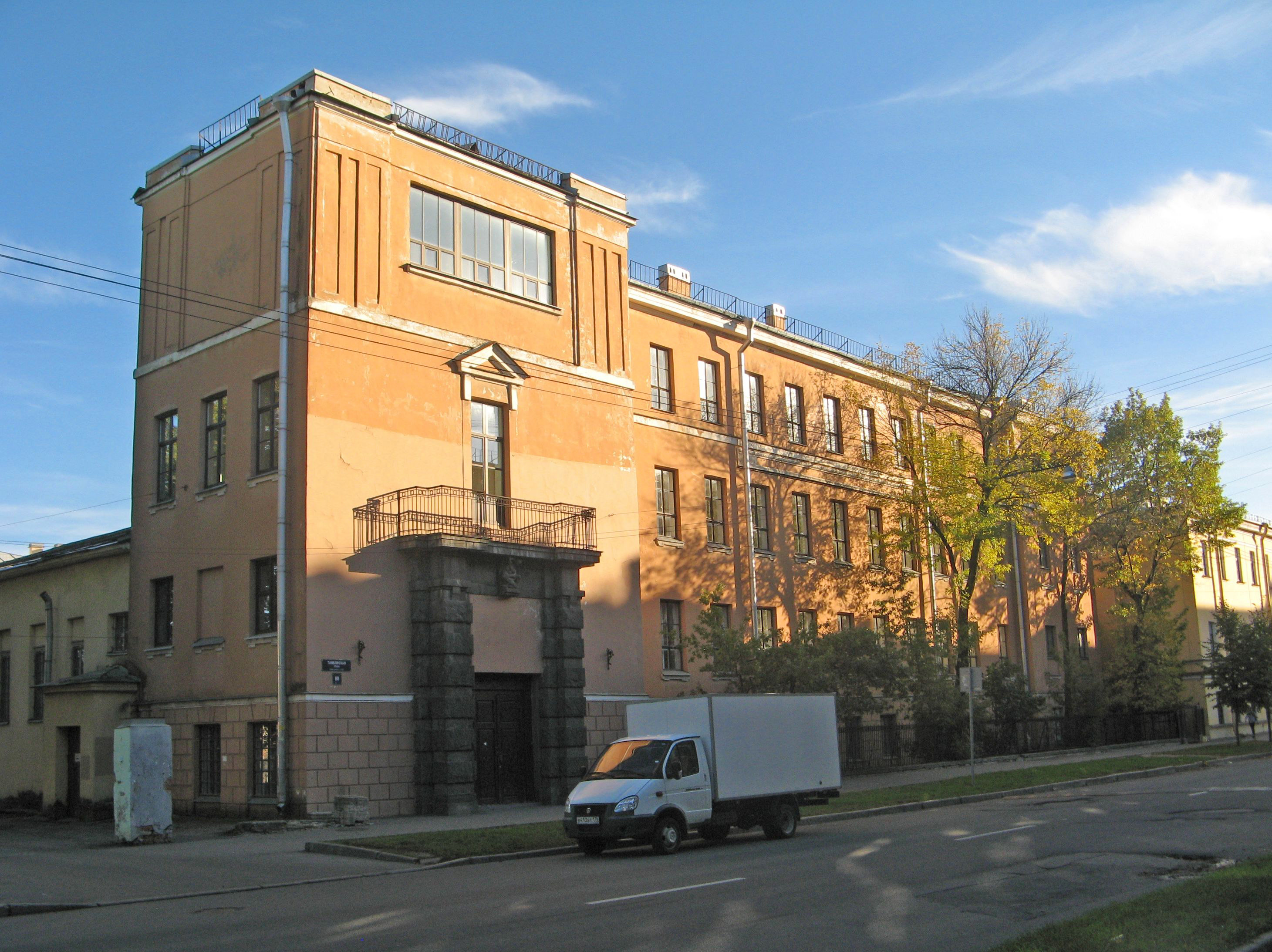
Александринская купеческая гимназия, д. 80

Тамбо́вская улица — улица в Фрунзенском районе Санкт-Петербурга. Проходит от набережной Обводного канала до Расстанной улицы.

## История
Современное название Тамбовская улица дано 7 марта 1858 года, по городу Тамбову, в ряду близлежащих проездов, наименованных по губернским городам Центральной и Южной России. До этого называлась Безымянной улицей.

## Достопримечательности
- Предтеченский мост
- № 63 — Народный дом графини Софьи Паниной, арх-р Юлий Бенуа, 1901-1904. В настоящее время — Дом культуры железнодорожников[3].  7810500000 9 мая 1906 года в здании выступал В. И. Ленин (памятная доска, выполненная по проекту архитектора М. Егорова). В 1937 году Пантелеймоном Жилиным была написана картина «Выступление В. Ленина в Народном доме графини Паниной»[4].
- № 80 — Александринская купеческая гимназия (училище при Николаевском доме призрения), 1913—1914 гг., арх. Фёдор Лидваль.  781720784790025
- № 82 — школа № 359.